# Gymnochthebius sexplanatus
Gymnochthebius sexplanatus är en skalbaggsart som beskrevs av Perkins 2005. Gymnochthebius sexplanatus ingår i släktet Gymnochthebius och familjen vattenbrynsbaggar. Inga underarter finns listade i Catalogue of Life.